# سي جي تي إن الروسية
سي جي تي إن الروسية هي قناة تلفزيونية وطنية لجمهورية الصين الشعبية. و هي قناة عامة ناطقة بالروسية تنتمي إلى تلفزيون الصين المركزي (بالماندرين:中国中央电视台)، و هي واحدة من المؤسسات الحكومية الرسمية الصينية.
ظهرت في 2009، و هي قناة متخصصة ضمن مجموعة "CCTV" وتبث على أقمار صناعية مختلفة في جميع أنحاء العالم، 24 ساعة على 24.

## البرامج
للقناة عشرات البرامج الوثائقية و الترفيهية و الإخبارية و الحوارية عن روسيا و الصين و العالم.

## مقالات ذات صلة
- تلفزيون الصين المركزي.
- مقر تلفزيون الصين المركزي.

## روابط خارجية
- الموقع الرسمي للقناة الروسية.